# Porella kurilensis
Porella kurilensis is een mosdiertjessoort uit de familie van de Bryocryptellidae. De wetenschappelijke naam van de soort is voor het eerst geldig gepubliceerd in 1956 door Mawatari.